# HitchBOT
hitchBOT  — социальный робот, созданный канадскими разработчиками Дэвидом Харрисом Смитом из Университета Макмастер и Фрауке Зеллером из Университета Райерсона. Получил международную известность после успешного путешествия автостопом по Канаде и Европе в 2014-15 гг., однако в ходе проезда автостопом по территории США робот был обезглавлен и сломан неизвестными.

## Цели создания
В 2014 году робот hitchBOT (от англ. hitchhiking — автостоп и англ. bot — сокращение от «робот») был создан группой канадских исследователей, профессоров и студентов-волонтеров из нескольких университетов Канады в качестве арт-проекта и социального эксперимента. Поскольку у общественности есть опасения относительно возможности доверия роботам в повседневной жизни, главные разработчики hitchBOT, Дэвид Харрис Смит и Фрауке Зеллер, решили проверить, смогут ли сами роботы довериться людям.

## Описание
Для того, чтобы сделать кражу путешествующего автостопом робота экономически непривлекательной, при его создании использовались предметы домашнего обихода и электроника, общей стоимостью всего в $1000–2000.
Корпус робота был сделан из цилиндрического ведра для охлаждения пива, к которому разработчики для придания более человеческого вида прикрепили гибкие «руки» и «ноги» из синих аквапалок, облачив их в садовые перчатки и резиновые сапоги. Вокруг корпуса были обернуты гибкие солнечные панели, подзарядка аккумуляторных батарей также могла осуществляться с помощью подключения к бортовой сети автомобиля. Единственным подвижным элементом робота являлась моторизованная правая рука, приводящаяся в движение в зависимости от сигналов датчика обнаружения движения, с помощью которой робот мог подавать характерные знаки для привлечения внимания проезжающих водителей. Для симулирования «глаз», «рта» и «мимики» робота в верхней части туловища робота были установлены светодиодные экраны, накрытые прозрачной крышкой для СВЧ-печи. Рост робота составлял 3,5 футов (106.68 см), а вес достигал в общей сложности 15 фунтов (6.8 кг).
Электронная «начинка» робота состояла из планшетного ПК на платформе Android и некоторых компонентов от Arduino. Модуль GPS и технологии беспроводной связи 3G и Wi-Fi позволяли разработчикам знать текущее местоположение робота, а также использовать получаемые данные для планирования дальнейшей поездки. Встроенная камера позволяла вести запись и делать фотоснимки, пересылаемые каждые 20 минут разработчикам, а затем публикуемые на аккаунтах робота в Twitter, Instagram и Facebook. Робот также был оборудован системой распознавания и синтеза речи, а получаемая при помощи Wikipedia API разноплановая информация позволяла роботу поддерживать беседу с водителем на различные темы, используя встроенное приложение искусственного интеллекта CleverBot.

## Поездки
В рамках проекта робот должен проехать автостопом по заранее выбранному дорожному маршруту, рассчитывая исключительно на добросовестность проезжающих незнакомцев. При помощи руки-манипулятора робот мог «голосовать» в местах движения автомобильного транспорта, объяснить заинтересованным автомобилистам свой маршрут и, если те были заинтересованы в роботе-попутчике, попросить их перенести себя в транспортное средство. В пути робот мог помочь водителю координировать оптимальный маршрут поездки, попросить его подзарядить свой аккумулятор, а также вести с ним ограниченную беседу на различные темы. Те же, кто не мог дальше везти робота, часто передавали его другим водителям или оставляли его в местах, откуда другие люди могли его заметить и подобрать. Кроме того, разработчики робота вели ежедневный дневник во время поездок автостопом.
Первое путешествие автостопом hitchBOT совершил 27 июля — 21 августа 2014 года в Канаде, преодолев более 10 тыс. км. Маршрут проходил из Института прикладного творчества при Университете NSCAD в Галифаксе, Новая Шотландия в Викторию, Британская Колумбия. Согласно изложенной в твиттере робота «легенде», hitchBOT решился отправиться в путь автостопом через всю Канаду, потому что, согласно действующим законам, он не мог самостоятельно сдать на права и получить водительское удостоверение.
С 13 по 22 февраля 2015 года hitchBOT путешествовал автостопом  по городам Германии. Начав свой путь из Мюнхена, робот побывал в Кёльне, Берлине и Гамбурге, а также посетил местные достопримечательности — замок Нойшванштайн, Бранденбургские ворота и Кёльнский собор, благополучно вернувшись обратно в Мюнхен. В поездке робота сопровождала съемочная группа телепередачи Galileo.
В период с 7 по 24 июня 2015 года hitchBOT провел «отпуск» в Нидерландах, где принял участие в различных мероприятиях.
В своей третьей поездке hitchBOT должен был проехать автостопом по США, из Бостона в Сан-Франциско, начав своё путешествие 17 июля из города Марблхед, штат Массачусетс. Однако поездка вскоре закончилась, когда 1 августа в твиттере появилась фотография робота, сломанного и обезглавленного неизвестными злоумышленниками неподалеку от Филадельфии, штат Пенсильвания.